# Herald Sun Tour
Herald Sun Tour – wieloetapowy wyścig kolarski rozgrywany w australijskim stanie Wiktoria. Wyścig jest częścią UCI Oceania Tour i posiada kategorię 2.1. Pierwsza edycja miała miejsce w 1952, a wyścig rozgrywany jest co roku (nie odbyły się edycje z 2010 i 2012). Najwięcej zwycięstw w klasyfikacji generalnej odniósł Australijczyk Barry Waddell, który triumfował pięciokrotnie (1964–1968).
Organizowany jest również kobiecy wyścig o tej samej nazwie.

## Zwycięzcy
Opracowano na podstawie:
| Rok  | Pierwsze           | Drugie             | Trzecie              |
| ---- | ------------------ | ------------------ | -------------------- |
| 1952 | Keith Rowley       | Max Rowley         | Jack Hoobin          |
| 1953 | Basil Halsall      | Hector Sutherland  | Reginald Arnold      |
| 1954 | Hector Sutherland  | Cesare Pivato      | Eddie Smith          |
| 1955 | Allan Geddes       | Eddie Smith        | Hector Sutherland    |
| 1956 | George Goodwin     | Peter Panton       | Peter Anthony        |
| 1957 | Russell Mockridge  | George Goodwin     | Jack McDonough       |
| 1958 | John Young         | Peter Panton       | Ronald Murray        |
| 1959 | Peter Panton       | Vin Beasley        | Bill Knevitt         |
| 1960 | Peter Panton       | John Young         | Bill Knevitt         |
| 1961 | John Young         | Jack McDonough     | Vic Roberts          |
| 1962 | Bill Knevitt       | Klaus Stiefler     | Peter Panton         |
| 1963 | Bill Lawrie        | Peter Panton       | Bill Knevitt         |
| 1964 | Barry Waddell      | John Young         | Robert Panter        |
| 1965 | Barry Waddell      | Graham Rowley      | Ian Grindlay         |
| 1966 | Barry Waddell      | Graeme Gilmore     | Glen Bermingham      |
| 1967 | Barry Waddell      | Robert Whetters    | Robert Panter        |
| 1968 | Barry Waddell      | Ian Stringer       | Keith Oliver         |
| 1969 | Keith Oliver       | Graham McVilly     | Ken Evans            |
| 1970 | Trevor Williamson  | Graham McVilly     | Ken Evans            |
| 1971 | Graham McVilly     | Ken Evans          | Frank Atkins         |
| 1972 | Ken Evans          | Vic Adams          | Kerry Gawley         |
| 1973 | Graham McVilly     | Ken Evans          | Frank Atkins         |
| 1974 | Graham McVilly     | Ken Evans          | John Knight          |
| 1975 | John Trevorrow     | Donald Allan       | Donald Wilson        |
| 1976 | Peter Besanko      | Wayne Roberts      | Tony McCaig          |
| 1977 | John Trevorrow     | Terry Stacey       | Terry Hammond        |
| 1978 | Terry Hammond      | Clyde Sefton       | Ken Evans            |
| 1979 | John Trevorrow     | Terry Hammond      | Peter Besanko        |
| 1980 | David Allan        | Terry Stacey       | Tony McCaig          |
| 1981 | Clyde Sefton       | Peter Besanko      | Murray Hall          |
| 1982 | Terry Hammond      | Clyde Sefton       | Tony McCaig          |
| 1983 | Shane Sutton       | Terry Hammond      | Eric Van De Perre    |
| 1984 | Gary Sutton        | Peter Besanko      | Gery Verlinden       |
| 1985 | Malcolm Elliott    | Jan Bogaert        | William Tackaert     |
| 1986 | Neil Stephens      | Allan Peiper       | Malcolm Elliott      |
| 1987 | Stefano Tomasini   | Neil Stephens      | Gary Trowell         |
| 1988 | Adrie van der Poel | Neil Stephens      | Stefano Tomasini     |
| 1989 | Marcel Arntz       | Stephen Hodge      | Udo Bölts            |
| 1990 | Udo Bölts          | Jon Clay           | Neil Stephens        |
| 1991 | Michael Engleman   | John Talen         | Udo Bölts            |
| 1992 | Bart Bowen         | Dick Dekker        | Roland Le Clerc      |
| 1993 | David Mann         | Brian Walton       | Udo Bölts            |
| 1994 | Christian Henn     | Daniele Nardello   | Marcel Wüst          |
| 1995 | Andy Bishop        | Scott Mercier      | Henk Vogels          |
| 1996 | Scott Moninger     | Stephen Hodge      | Henk Vogels          |
| 1997 | Norman Alvis       | Trent Klasna       | Scott McGrory        |
| 1998 | Alessandro Pozzi   | Tristan Priem      | Jaroslav Bílek       |
| 1999 | Michael Blaudzun   | Tomáš Konečný      | Jan Hruška           |
| 2000 | Eugen Wacker       | Scott Moninger     | Andy De Smet         |
| 2001 | Peter Wrolich      | Zbigniew Piątek    | Remigijus Lupeikis   |
| 2002 | Baden Cooke        | Allan Iacuone      | Jonas Ljungblad      |
| 2003 | Tim Johnson        | Luke Roberts       | Scott Guyton         |
| 2004 | Jonas Ljungblad    | David McKenzie     | Benjamin Brooks      |
| 2005 | Simon Gerrans      | Dominique Perras   | David McCann         |
| 2006 | Simon Gerrans      | Chris Jongewaard   | David McCann         |
| 2007 | Matthew Wilson     | Steve Morabito     | Trent Lowe           |
| 2008 | Stuart O’Grady     | Lars Bak           | Benjamin Day         |
| 2009 | Bradley Wiggins    | Christopher Sutton | Jonathan Cantwell    |
| 2011 | Nathan Haas        | Jack Bobridge      | Jonas Aaen Jørgensen |
| 2013 | Calvin Watson      | Aaron Donnelly     | Joshua Atkins        |
| 2014 | Simon Clarke       | Cameron Wurf       | Jack Haig            |
| 2015 | Cameron Meyer      | Patrick Bevin      | Joseph Cooper        |
| 2016 | Chris Froome       | Peter Kennaugh     | Damien Howson        |
| 2017 | Damien Howson      | Jai Hindley        | Kenny Elissonde      |
| 2018 | Esteban Chaves     | Cameron Meyer      | Damien Howson        |
| 2019 | Dylan van Baarle   | Nick Schultz       | Michael Woods        |
| 2020 | Jai Hindley        | Sebastian Berwick  | Damien Howson        |